# Повітряні сили Пакистану

Флаг ВВС Пакистана

Військово-повітряні сили Ісламської Республіки Пакистан (англ. Pakistan Air Force (PAF), урду پاک فضائیہ, ВПС ІРП) — вид збройних сил Пакистана. Це другий за чисельністю вид збройних сил після СВ ІРП і налічує близько 45 тис. осіб.
День ВПС Пакистану відзначається 7 вересня.
Загальне керівництво військово-повітряними силами здійснює начальник штабу ВПС. НШ ВПС підпорядкований головнокомандувачу збройних сил. Штаб ВПС розташовується в Равалпінді.

## Історія
Військово-повітряні сили Ісламської Республіки Пакистан були сформовані в 1947 ; сучасну назву вони отримали у 1956 році .
ЗС ІРП брали активну участь у війнах з Індією, а під час Афганської війни перехоплювали радянські та афганські літаки, що вторгалися в повітряний простір країни.
До 1950-х років. озброєння та військову техніку постачала, як правило, Великобританія. У період 1954—1965 цю роль виконували США. Надалі закупівлі ОВТ проводилися у Китаї та Франції.

## Структура
також: Список авіаційних баз ВПС Пакистану
ВПС складаються з 3 регіональних авіаційних командувань:
- Північне авіаційне командування (м. Пешавар) (36/37/35/33-ті авіаційні крила)
  - Авіаційна база Пешавар
  - Авіаційна база Алам
  - Авіаційна база Мінхас
  - Авіаційна база Нур Хан
  - Авіаційна база Рісалпур
- Центральне авіаційне командування (м. Саргодха)
  - Авіаційна база Мушаф (38 авіаційне крило)
  - Авіаційна база Рафіки (34-е авіаційне крило)
- Південне авіаційне командування (м. Карачі) (41/39/32/31-і авіаційні крила)
  - Авіаційна база Месрур
  - Авіаційна база Самунглі

Кожне регіональне авіаційне командування включає:
- штаб
- центр управління бойовими діями авіації
- 2-5 авіаційних баз (АвБ), у складі яких авіаційне крило (акр) або окрема авіаційна ескадрилья, підрозділи ППО, бойового та тилового забезпечення, зв'язку, охорони. Авіаційне крило включає авіаційні ескадрильї.

Також у складі ВПС 3 функціональних командування:
- Стратегічне командування (м. Ісламабад)
- Командування ППО (м. Равалпінді)
- Командування кібероперацій (м. Ісламабад)

## Освіта
Підготовку персоналу здійснює Академія ВПС у Пешаварі, Центр передового досвіду ВПС у Саргодху та коледж ВПС у Карачі.

## Озброєння та військова техніка
На 2024 рік на озброєнні ВПС ІРП стоїть 574 літаки, у тому числі 163 винищувачі, 209 винищувачів-бомбардувальників, 2 літаки РЕР , 10 літаків ДРЛОіУ . Також важкі ударно-розвідувальні БЛА Цайхуна CH-3. Винищувачі-бомбардувальники Mirage 5 та винищувачі F-16А/В є носіями ядерної зброї, для них є 60 ядерних авіабомб за оцінками закордонних фахівців.